# Targówek

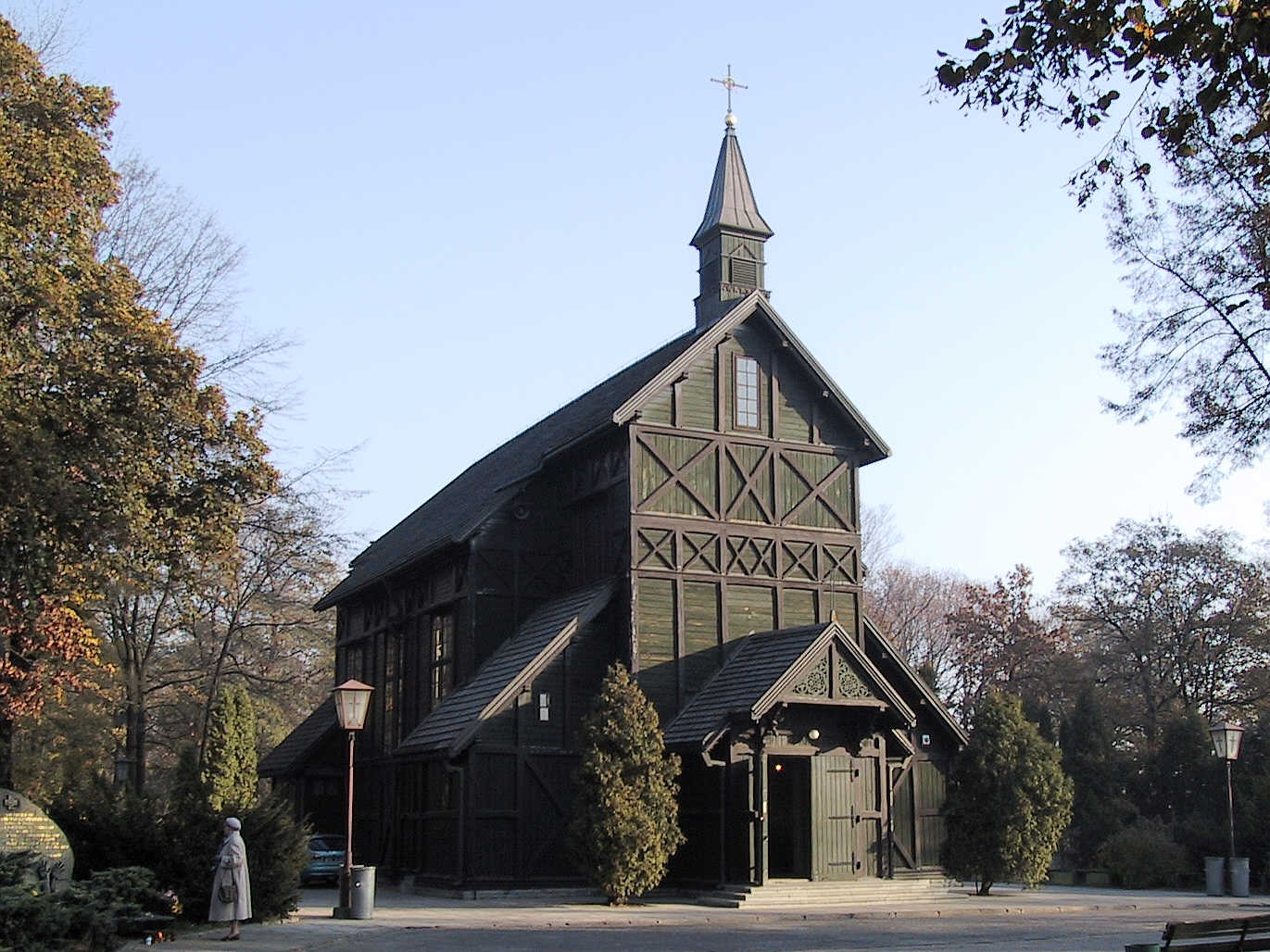
Holz-Fachwerkkirche St Vincent de Paul auf dem Friedhof Bródnowski

Lage der Stadtteile in Targówek

Targówek ist ein Stadtbezirk im nördlichen Teil der polnischen Hauptstadt Warschau.
Targówek besteht aus zwei wesentlichen Teilgebieten, einem industriell geprägten und einem Bereich mit überwiegender Wohnbebauung. 30 % der Fläche werden von Gärten und Parks eingenommen, wie dem Lasek Bródnowski, dem Park Bródnowski und dem Park Wiecha im östlichen Teil des Stadtbezirks. Zwischen 1994 und 2002 war Targówek eine selbständige Gemeinde. 
Targówek grenzt im Westen an Praga-Północ, an Białołęka im Norden, im Osten an Rembertów, Ząbki und Marki, im Süden an Praga-Południe. 
Auf dem Friedhof Bródnowski steht eine schöne Fachwerkkirche mit Ausfachungen aus Holz.